# Bistum Mayagüez
Das Bistum Mayagüez (lat.: Dioecesis Maiaguezensis) ist eine in Puerto Rico gelegene römisch-katholische Diözese mit Sitz in Mayagüez. 

## Geschichte
Das Bistum Mayagüez wurde am 1. März 1976 durch Papst Paul VI. mit der Apostolischen Konstitution Qui arcano Dei aus Gebietsabtretungen der Bistümer Arecibo und Ponce errichtet und dem Erzbistum San Juan de Puerto Rico als Suffraganbistum unterstellt.

## Bischöfe von Mayagüez
- Ulises Aurelio Casiano Vargas, 1976–2011
- Álvaro Corrada del Rio SJ, 2011–2020
- Ángel Luis Ríos Matos, seit 2020

## Einzelnachweise

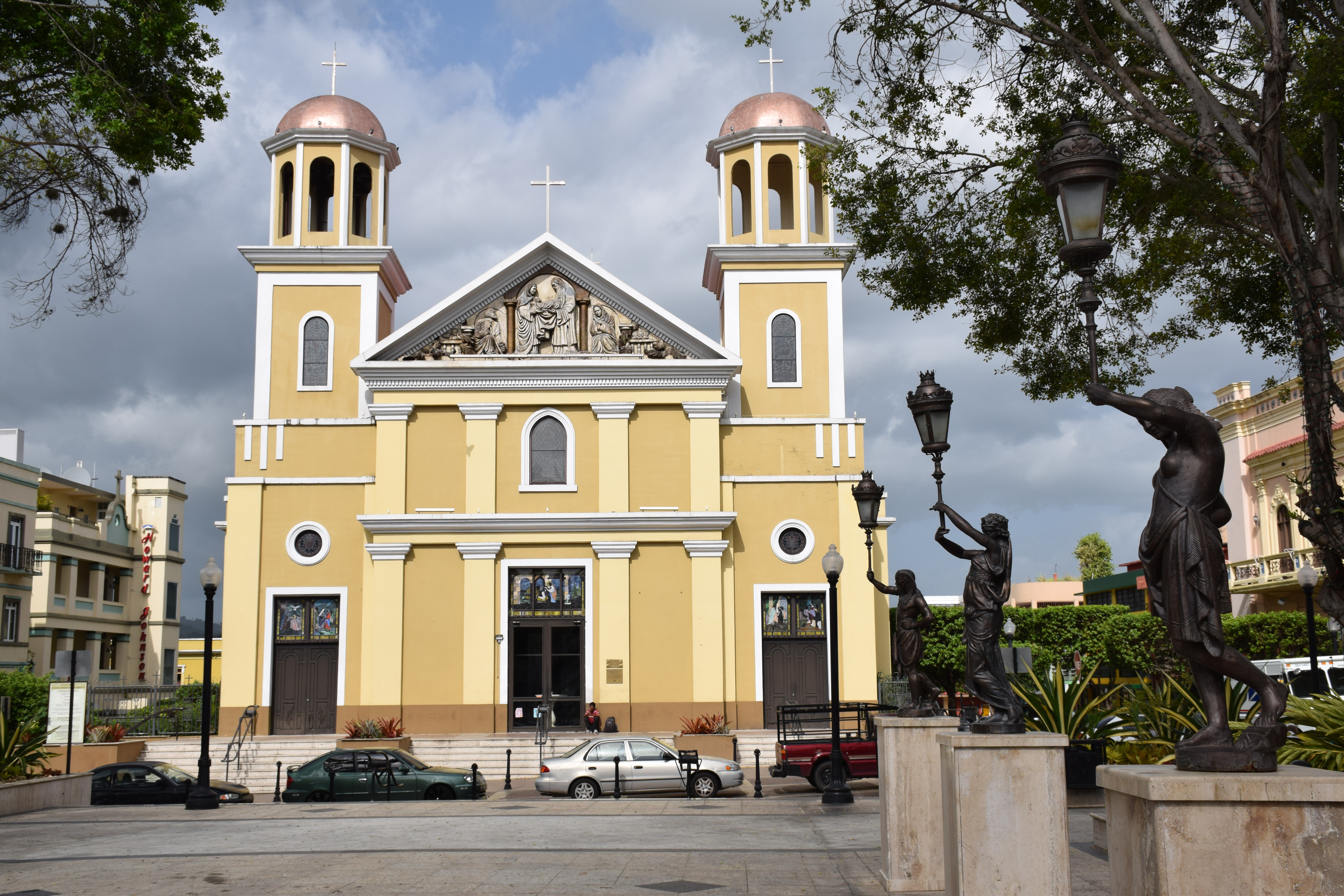
Kathedrale Nuestra Señora de la Candelaria in Mayagüez